# NGC 927
NGC 927 è una galassia a spirale barrata situata nella costellazione dell'Ariete, a una distanza di circa 385 milioni di anni luce dalla nostra Via Lattea.

## Scoperta
La galassia è stata scoperta nel 1876 dall'astronomo austriaco Johann Palisa.

## Descrizione
NGC 927 ha una classe di luminosità III e presenta una larga riga a 21 cm dell'idrogeno neutro. È inoltre un centro di formazione stellare. Il nucleo della galassia è molto luminoso nell'ultravioletto. La galassia è inserita nel catalogo di Markarian con il codice Mrk 593 (MK 593).